# Лангър (плато)
Лангър (на френски: Langres е платовидно възвишение в Североизточна Франция, представляващо югоизточна „ограда“ на обширната равнина Парижки басейн. Простира се между горните течения на реките Йона (ляв приток на Сена) на югозапад и Марна (десен приток на Сена) на североизток. На югоизток със стръмни склонове се спуска към долината на река Сона (десен приток на Рона), а на северозапад склоновете му са полегати и постепенно потъват в Парижкия басейн. Максимална височина 532 m. Изградено е предимно от варовици със силно изразени карстови форми. От извор-чешма в платото води началото си река Сена. Частично е заето от редки дъбови гори и храсти. Развива се овцевъдство, лазарство и производство на вина. Главен град е Дижон, разположен на югоизточното му подножие.